# Haromakanahalli, Malur
Haromakanahalli là một làng thuộc tehsil Malur, huyện Kolar, bang Karnataka, Ấn Độ.